# Dani Patarra
Dani Patarra é uma roteirista brasileira.

## Carreira
Escreveu os longas-metragens Proibido Proibir de 2006 (prêmio de melhor roteiro em Huelva), Batismo de Sangue de 2007 e Não se pode viver sem amor de 2010, em coautoria com Jorge Duran (kikito de melhor roteiro no Festival de Gramado). Também colaborou nos roteiros de O segredo dos Diamantes e da novela Água na Boca da Band. É doutora em cinema pela Escola de Comunicações e Artes da Universidade de São Paulo. Atuou como atriz nos filmes "Nasce uma Mulher" de Roberto Santos, "Un Hombre de Exito" de Humberto Solás e "Beijo 2348/72" de Walter Rogério.[carece de fontes?]